# Пјетразека
Пјетразека (итал. Pietrasecca) је насеље у Италији у округу Л'Аквила, региону Абруцо.
Према процени из 2011. у насељу је живело 267 становника. Насеље се налази на надморској висини од 895 м.